# 罗瑟诺
罗瑟诺（德語：Rosenow）是德国梅克伦堡-前波美拉尼亚州的市镇，隶属于梅克伦堡湖区县。总面积为31.65平方千米，截至2023年12月31日总人口为1,012人。